# Joe Ward (pugile)
Joseph Ward, detto Joe (Moate, 30 ottobre 1993), è un pugile irlandese, della categoria dei pesi mediomassimi.

## Carriera pugilistica

### Risultati alle Olimpiadi

#### Londra 2012
Ward non ha raggiunto la qualificazione per il torneo di pugilato delle Olimpiadi di Londra del 2012, battuto dal turco Bahram Muzaffer nel corso delle qualificazioni europee tenutesi a Trebisonda in Turchia.
Successivamente alla clamorosa eliminazione, la Federazione Pugilistica Irlandese ha presentato un ricorso alla AIBA, chiedendo ad una Commissione Tripartitica il ripescaggio in virtù dell'eccellente ranking del pugile irlandese; il verdetto espresso dalla commissione è stato tuttavia negativo nei confronti del promettente pugile.

### Risultati ai Mondiali

#### Baku 2011
Ai mondiali di Baku 2011 è stato eliminato agli ottavi di finale nella categoria dei pesi mediomassimi.
- Batte Dilovarsho Abdurakhmonov ( Tagikistan) 22-4
- Sconfitto da Ehsan Rouzbahani ( Iran) 15-+15

#### Almaty 2013
Ai mondiali di Almaty 2013 ha vinto la medaglia di bronzo nella categoria dei pesi mediomassimi.
- Batte Mateusz Tryc ( Polonia) 3-0
- Batte Norbert Harcsa ( Ungheria) 3-0
- Batte Nikita Ivanov ( Russia) 3-0
- Sconfitto da Julio César la Cruz ( Cuba) 0-3

### Risultati agli Europei

#### Ankara 2011
Agli europei di Ankara 2011 ha vinto la medaglia d'oro nella categoria dei pesi mediomassimi.
- Batte Ainar Karlson ( Estonia) 10-7
- Batte Simone Fiori ( Italia) 15-13
- Batte Imre Szellő ( Ungheria) 18-8
- Batte Nikita Ivanov ( Russia) 20-12